# عين الترك (ولاية وهران)
عين الترك إحدى بلديات ولاية وهران.

## جغرافيا

### تضاريس
تحتوي التضاريس الواقعة ضمن ميلين من عين الترك على اختلافات كبيرة جدًا في الارتفاع، حيث يبلغ الحد الأقصى لتغير الارتفاع 900 قدم ومتوسط الارتفاع فوق مستوى سطح البحر 140 قدمًا. في نطاق 16 كيلومترًا، يقدم أيضًا اختلافات كبيرة جدًا في الارتفاع (592 مترًا). في حدود 80 كيلومترًا، توجد اختلافات كبيرة جدًا في الارتفاع (1063 مترًا).
المنطقة الواقعة في دائرة نصف قطرها 3 كيلومترات من عين الترك مغطاة بالمياه (34%) والأراضي المزروعة (32%) والمسطحات الاصطناعية (24%)، وفي دائرة نصف قطرها 16 كيلومتراً بالمياه (54%) ومزروعة الأراضي (23%) وضمن دائرة نصف قطرها 80 كيلومتراً بالمياه (56%) والأراضي المزروعة (28%).

### المناخ
يظهر الجدول التالي التغييرات المناخية على مدار السنة لعين الترك:
| البيانات المناخية لـعين الترك     | البيانات المناخية لـعين الترك | البيانات المناخية لـعين الترك | البيانات المناخية لـعين الترك | البيانات المناخية لـعين الترك | البيانات المناخية لـعين الترك | البيانات المناخية لـعين الترك | البيانات المناخية لـعين الترك | البيانات المناخية لـعين الترك | البيانات المناخية لـعين الترك | البيانات المناخية لـعين الترك | البيانات المناخية لـعين الترك | البيانات المناخية لـعين الترك | البيانات المناخية لـعين الترك |
| الشهر                             | يناير                         | فبراير                        | مارس                          | أبريل                         | مايو                          | يونيو                         | يوليو                         | أغسطس                         | سبتمبر                        | أكتوبر                        | نوفمبر                        | ديسمبر                        | المعدل السنوي                 |
| --------------------------------- | ----------------------------- | ----------------------------- | ----------------------------- | ----------------------------- | ----------------------------- | ----------------------------- | ----------------------------- | ----------------------------- | ----------------------------- | ----------------------------- | ----------------------------- | ----------------------------- | ----------------------------- |
| متوسط درجة الحرارة الكبرى °م (°ف) | 16 (61)                       | 17 (62)                       | 18 (65)                       | 21 (69)                       | 23 (73)                       | 25 (77)                       | 28 (82)                       | 29 (84)                       | 27 (80)                       | 23 (74)                       | 19 (67)                       | 17 (62)                       | 22 (71)                       |
| متوسط درجة الحرارة الصغرى °م (°ف) | 9 (48)                        | 10 (50)                       | 11 (52)                       | 13 (55)                       | 16 (60)                       | 18 (65)                       | 21 (70)                       | 22 (72)                       | 20 (68)                       | 16 (61)                       | 13 (55)                       | 9 (49)                        | 15 (59)                       |
| الهطول مم (إنش)                   | 71 (2.8)                      | 53 (2.1)                      | 36 (1.4)                      | 33 (1.3)                      | 20 (0.8)                      | 7.6 (0.3)                     | 0 (0)                         | 2.5 (0.1)                     | 15 (0.6)                      | 43 (1.7)                      | 46 (1.8)                      | 66 (2.6)                      | 390 (15.5)                    |
| المصدر: Weatherbase               |                               |                               |                               |                               |                               |                               |                               |                               |                               |                               |                               |                               |                               |

## معرض صور

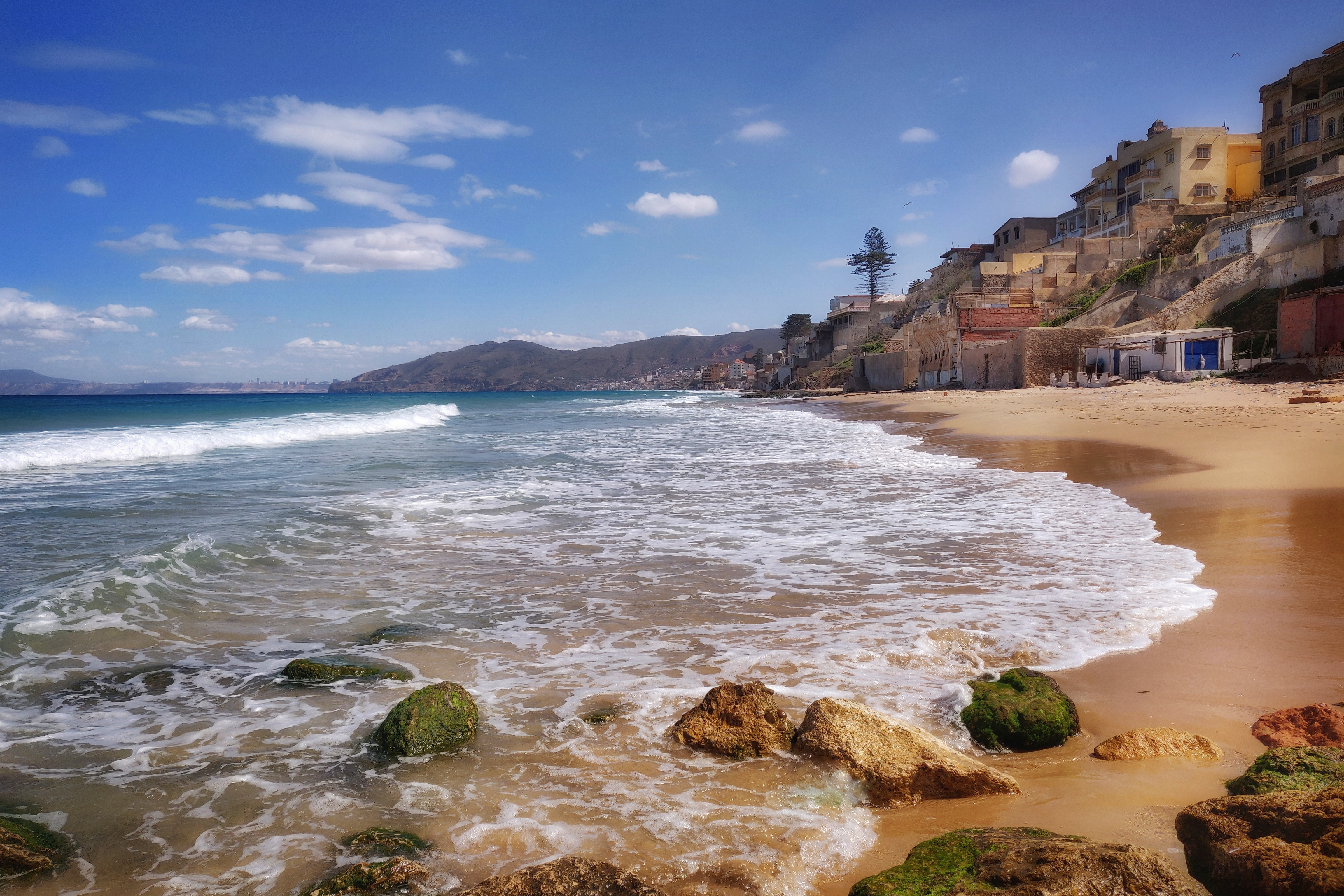
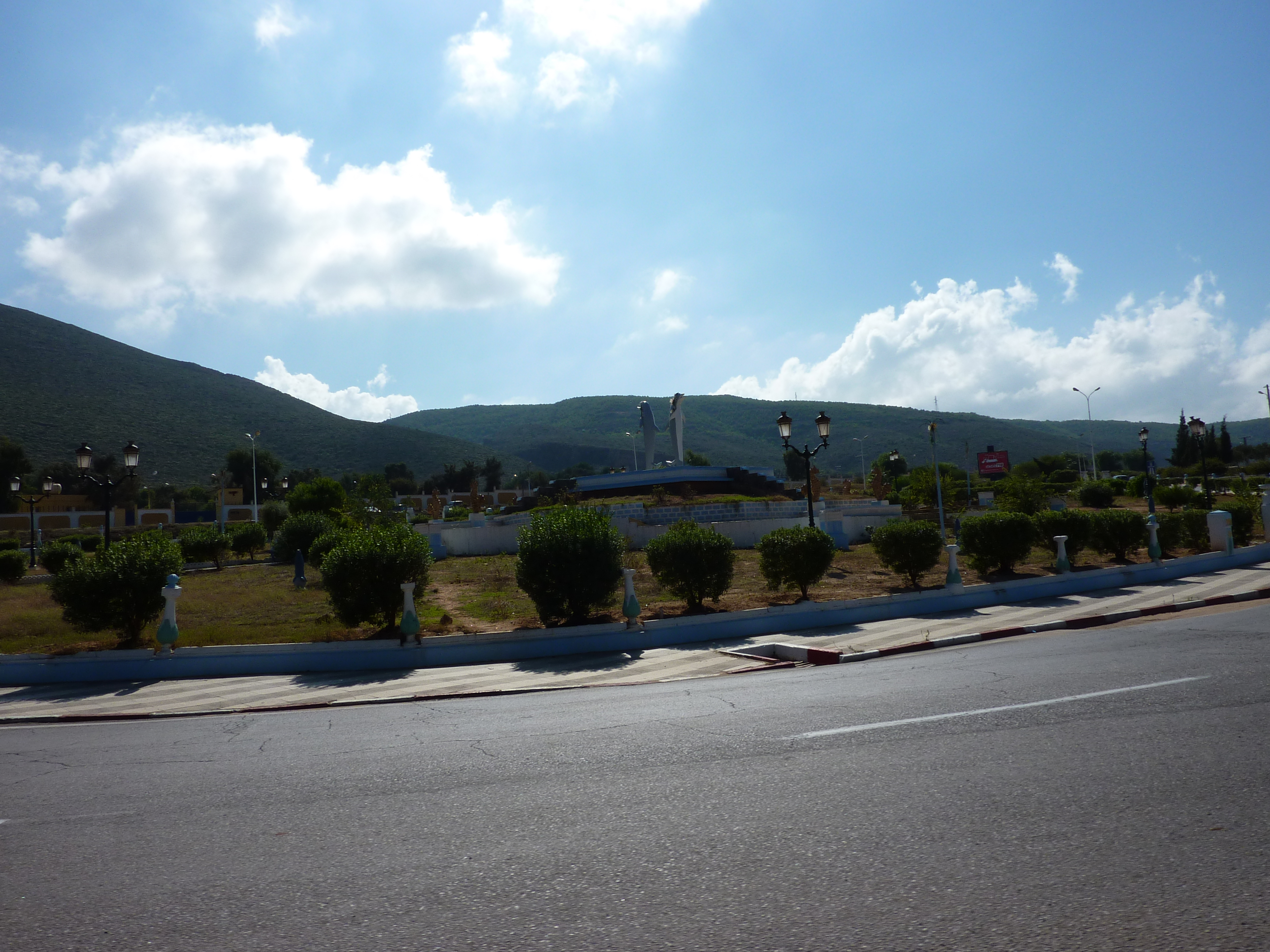
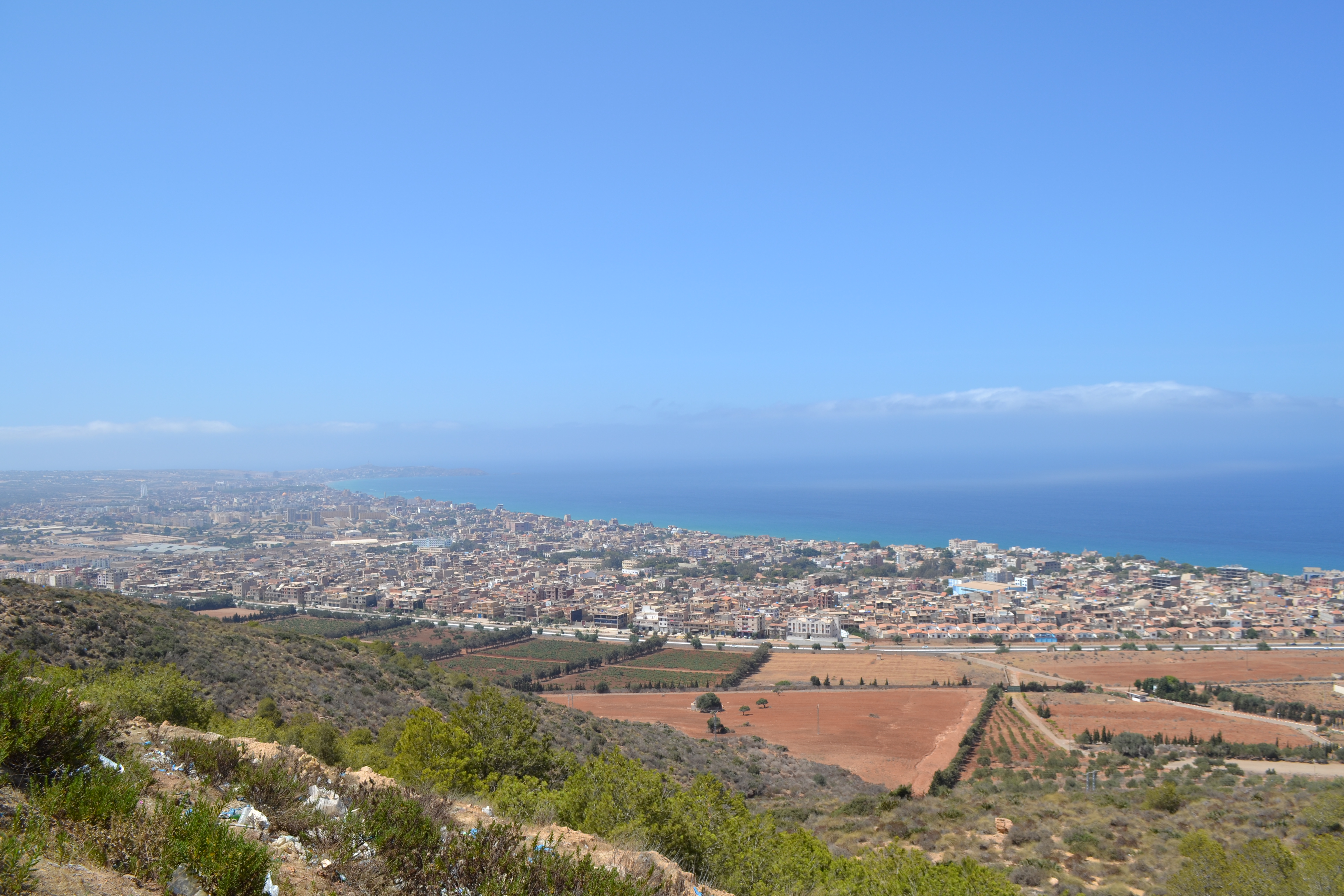
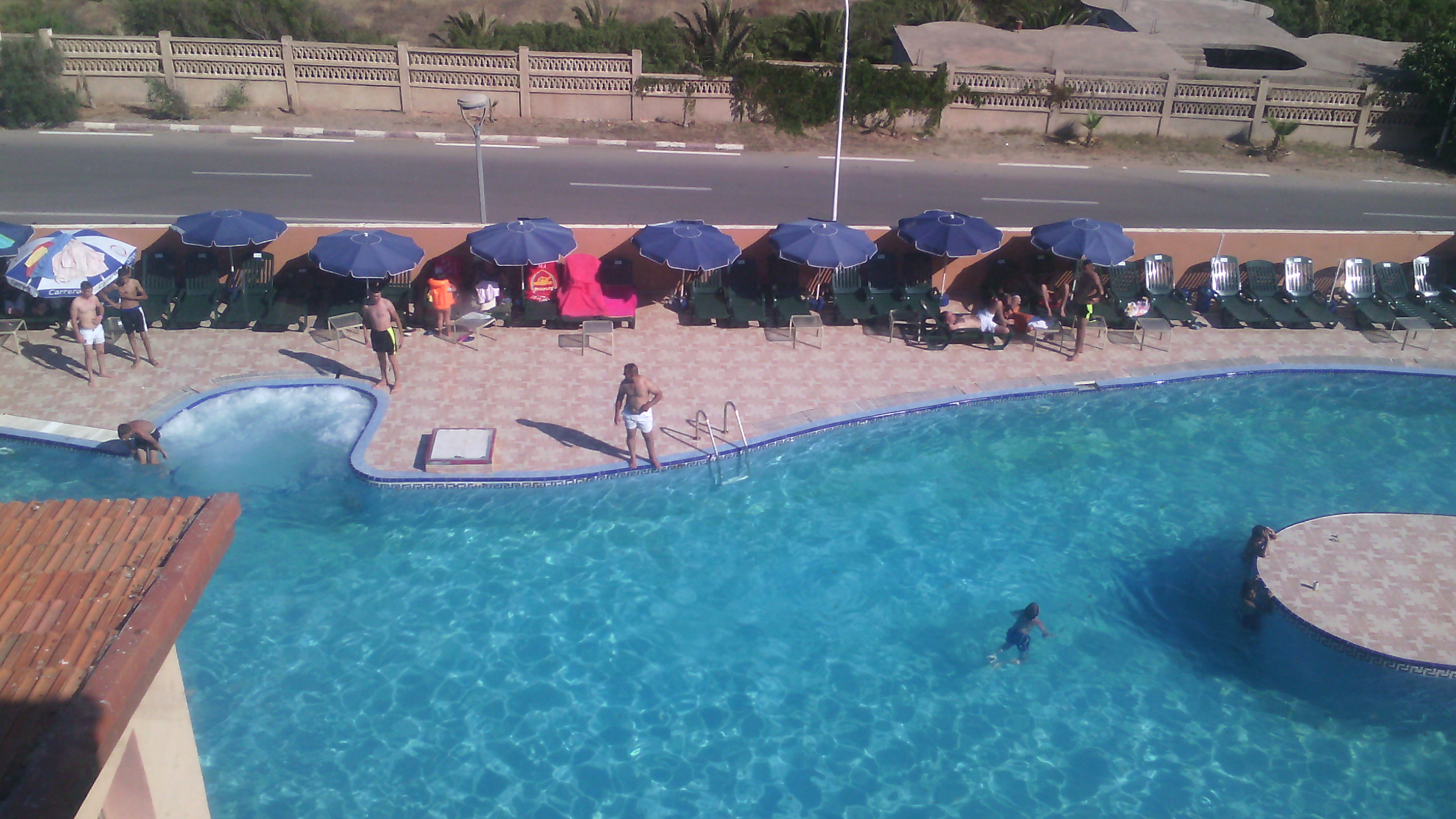
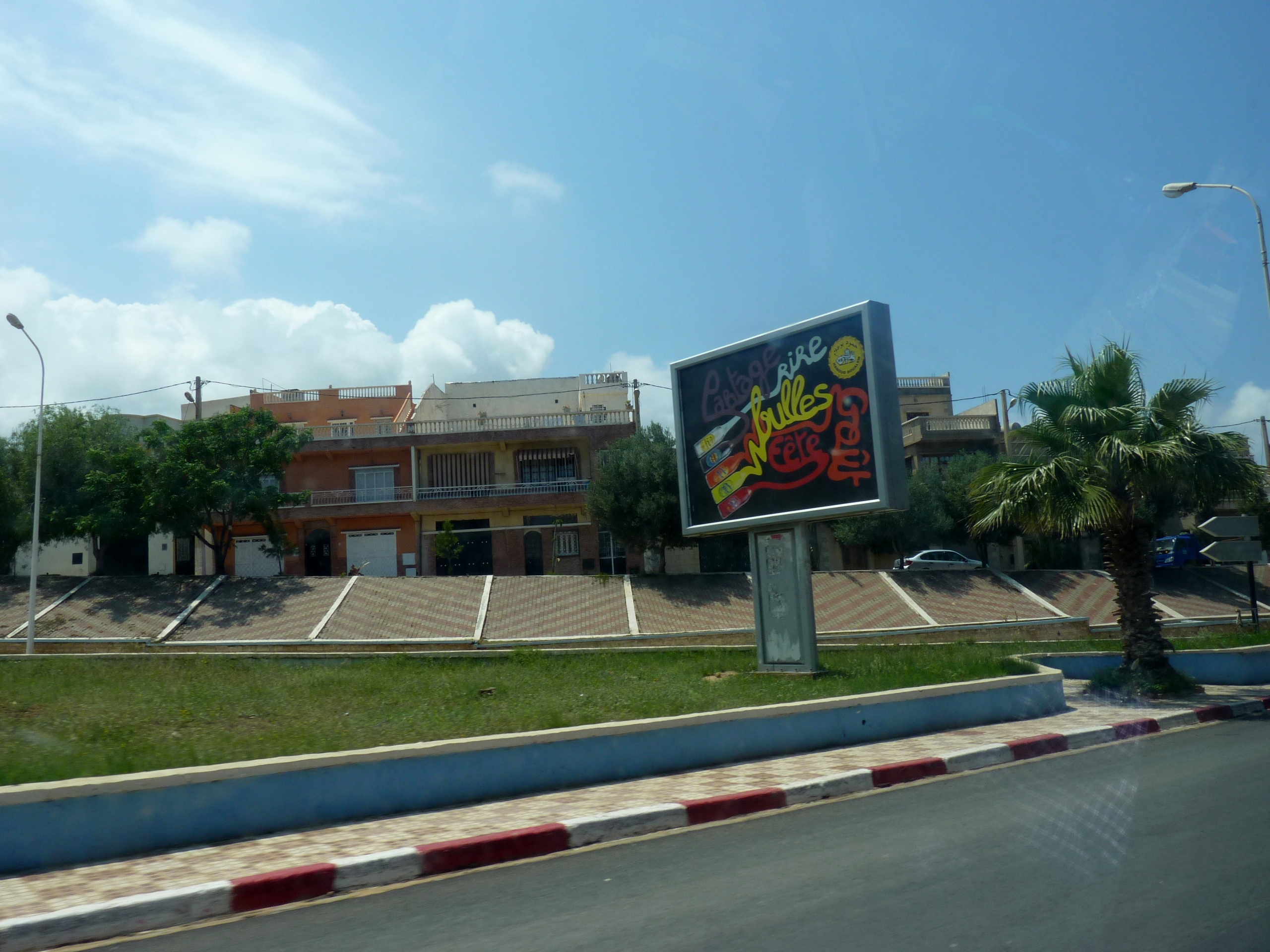